# Trou Blanc
Pour les articles homonymes, voir Trou blanc.
Le Trou Blanc est une gorge de l'île de La Réunion, département d'outre-mer français dans le sud-ouest de l'océan Indien. Il est situé dans le cirque naturel de Salazie, sur le territoire de la commune du même nom. Il s'agit d'une section de la ravine accueillant la rivière du Mât dans sa partie amont. Il est très utilisé pour la pratique du canyonisme. Le canyon de Trou Blanc est l'un des principaux sites de pratique à La Réunion. Il dispose en effet de plusieurs toboggans naturels et autres bassins qui en font un canyon de difficulté moyenne. Plusieurs accidents s'y sont déjà produits, le plus important le 6 mars 2010, quand quatre pratiquants partis dans un groupe de huit disparaissent à la suite de fortes pluies. Il est donc fortement conseillé de faire appel à un professionnel pour sa descente.